# Darmbein

Menschliches Becken von vorn: Das paarige Darmbein (Ilium) ist beiderseits der obere Teil.

Das Darmbein (lateinisch Os ilium; auch kurz Ilium) ist ein platter Knochen und einer der Knochen des Beckens.

## Mensch

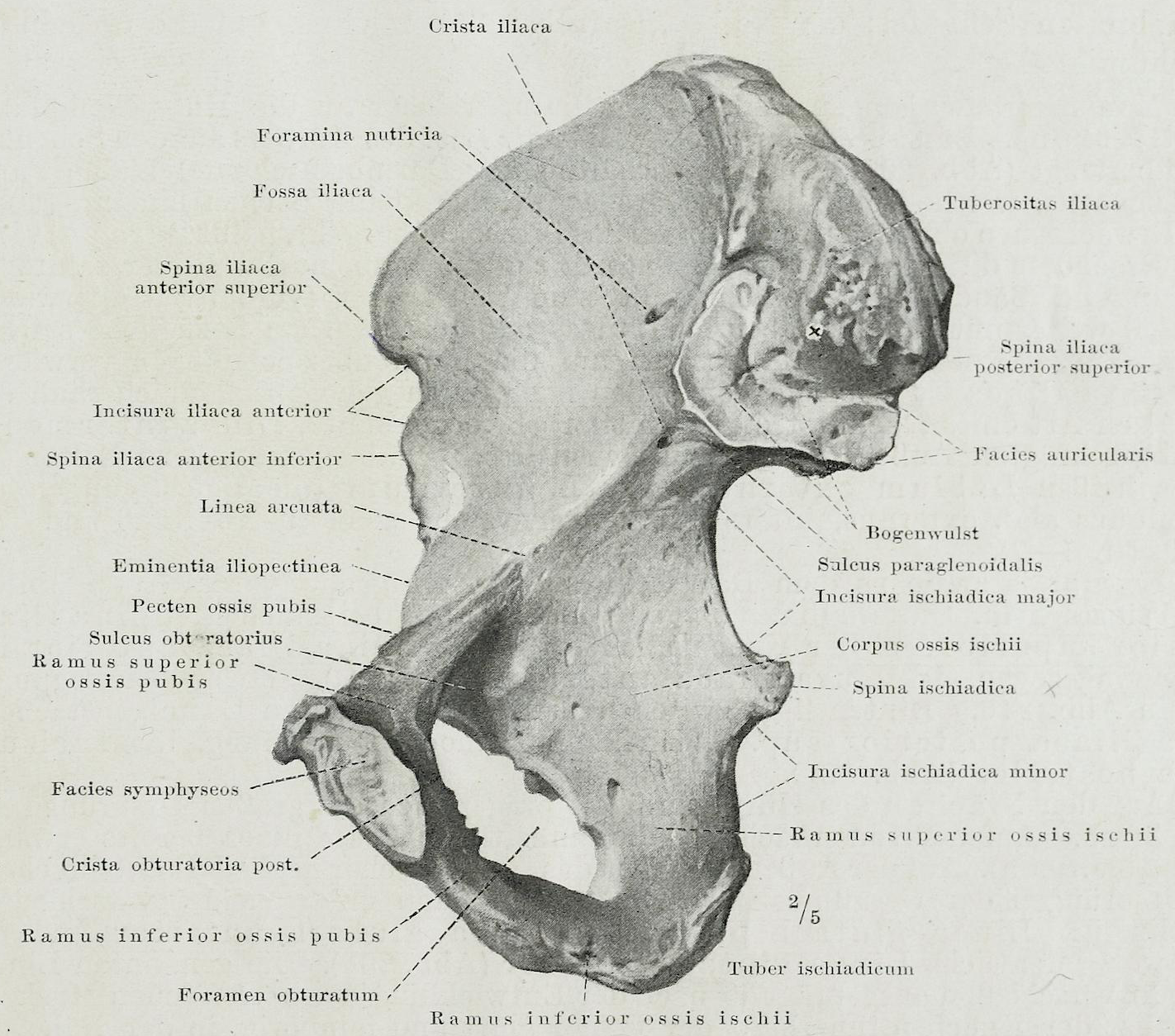
Darstellung des Darmbeins von innen. Aus: Braus 1921.

Das Darmbein ist oben schaufelartig zur Darmbeinschaufel (Ala ossis ilium) verbreitert, daher auch die Bezeichnung „Beckenschaufel“. Deren freier Rand wird als Darmbeinkamm oder Beckenkamm (Crista iliaca) bezeichnet. Er läuft in den großen vorderen Darmbeinstachel (Spina iliaca ventralis oder Spina iliaca anterior superior) aus. Dieser tastbare Stachel ist ein wichtiger Orientierungspunkt für Therapeuten (zur Lokalisation von McBurney-Punkt, Lanz-Punkt, Begrenzung der Leistenregion) und Ansatzpunkt vieler Muskeln und des Leistenbandes. Nach unten folgen zwei weitere Knochenvorsprünge, die Spina iliaca anterior inferior und die Eminentia iliopubica (iliopectinea). An der Innenseite der Darmbeinschaufel verläuft ein Knochenkamm (Linea arcuata), der zu einer an ein Ohr erinnernden Gelenkfläche (Facies auricularis) hinführt, die mit dem Kreuzbein das Iliosakralgelenk bildet. Die Linea arcuata ist Teil der Beckeneingangslinie (Linea terminalis). Die Außenseite der Darmbeinschaufel dient als Facies glutaea dem Ursprung der Glutäengruppe. Auf der Außenseite des Darmbeinkamms liegt das Tuberculum iliacum.
Der untere Teil des Darmbeins ist die Darmbeinsäule (Corpus ossis ilium) und bildet zusammen mit den anderen beiden Hüftknochen (Schambein und Sitzbein) die Hüftgelenkspfanne (Acetabulum, wörtlich übersetzt „Essignäpfchen“, da es an das acetabulum der Römer erinnert).

### Tuberculum iliacum
Das Tuberculum iliacum (englisch: tubercle of the iliac crest) ist ein Höcker am Labium externum, welcher circa 4 cm hinter der Spina iliaca anterior superior an der Vereinigung der Linea glutea anterior mit der Crista iliaca gut tastbar ist. Es markiert den breitesten Punkt des Beckens (nach Angaben von Waldeyer (1899) bei der Frau durchschnittlich 29 cm, beim Mann durchschnittlich 26 cm) und liegt unterhalb des Muskelwulstes des Obliquus externus. Es bildet einen der Ursprünge des Tractus iliotibialis, dem „Tractus supratrochantericus“ (nach Fritz Frohse und Max Fränkel 1908).

## Übrige Säugetiere
Bei vierfüßigen Säugetieren zeigt die breite Darmbeinschaufel nach oben-vorn (kraniodorsal). Zwischen den Tierarten gibt es Unterschiede in der Stellung der Darmbeinschaufeln, bei Pferden und Rindern stehen sie fast horizontal, während sie bei den Fleischfressern wie Hunden und Katzen sowie Schweinen sagittal ausgerichtet sind. Der nach innen, zur Wirbelsäule gelegene Höcker wird als Kreuzbeinhöcker (Tuber sacrale) bezeichnet. Er trägt die Facies auricularis zur Artikulation mit dem Kreuzbein im Iliosakralgelenk. Der nach außen gelegene Vorsprung wird als Hüfthöcker (Tuber coxae) bezeichnet.
An der Innenseite der Darmbeinsäule verläuft die Linea arcuata bis zur Eminentia iliopubica, wo das Darmbein an das Schambein grenzt. Bei Tieren sind die Incisura ischiadaca major und die Spina ischiadica (siehe Sitzbein) Teile der Darmbeinsäule. Die Hüftgelenkspfanne (Acetabulum) wird, wie beim Menschen, von allen drei Beckenknochen gebildet.